# Kiskemence
Kiskemence (szlovákul: Kamienka, korábban Malá Kamenica) község Szlovákiában, az Eperjesi kerület Homonnai járásában.

## Fekvése
Homonnától 9 km-re délkeletre, a Kamenica-patak partján fekszik.

## Története
A falu a 14. században keletkezett a szomszédos Nagykemence határában. Első írásos említése 1416-ból Luxemburgi Zsigmond okleveléből származik „Kyskemencze” néven. A falut a német jog alapján telepítették be. A 15–16. században a Drugeth család homonnai uradalmához tartozott. 1556-ban 5 portát számoltak a faluban, ezzel a legkisebb falvak közé tartozott. Lakosságának száma a 17. században jelentősen emelkedett és már a közepes nagyságú falvak közé számított. 1684-ben a Drugethek kihalásával a Zichy család birtoka lett, majd házasság révén a 18. században a Csákyak birtokává vált. 1715-ben egy malma, valamint 12 lakott és 11 lakatlan háza volt. 1787-ben 51 házát 382-en lakták. Egyházilag filiaként a homonnai görögkatolikus egyházközséghez tartozott.
A 18. század végén Vályi András így ír róla: „Kis, és Nagy Kemencze. Két tót falu Zemplén Várm. Kis Kemenczének földes Ura G. Csáky Uraság, Nagy Kemenczének pedig Szirmay Úr, lakosai katolikusok, fekszenek Modrához, Hazsinához, és Pericsének is szomszédságokban, határjok három nyomásbéli, hegyes, völgyes nyomásbéli, kavitsos; gabonát, zabot, árpát terem, a’ Nagy Kemenczei határ jó búzát is, igen tsekély tájok van, legelőjök elég bőven, piatzok Homonnán, Nagy Kemenczének malmai nevezetesek.”
A feljegyzések szerint 1812-ben olvasztómű és fűrészüzem működött a községben. 1835-ben házasság révén az Andrássyak birtoka lett.
Fényes Elek 1851-ben kiadott geográfiai szótárában így ír a faluról: „Kemencze (Kis), Zemplén vármegyében, tót falu, Petecsé fil. 510 r. kath. 4 ref., 8 zsidó lak. 288 hold szántófölddel. F. u. gr. Csáky. Ut. p. N.-Mihály.”
Fából épített katolikus népiskolája 1881-ben nyílott, melyet 1912-ben téglából építettek fel újra.
Borovszky Samu monográfiasorozatának Zemplén vármegyét tárgyaló része szerint: „Kiskemencze, laborczvölgyi kisközség 112 házzal és 613 lakossal, a kik tótajkúak s nagyobb részben római katholikusok. Postája Nagykemencze, távírója és vasúti állomása Homonna. A homonnai uradalom tartozéka volt s 1613-ban Drugeth György a homonnai jezsuitáknak adományozta. 1639-ben Mellétei Dévényi Istvánt is birtokába iktatják, a XVII. század végén pedig a Széchyeket. A homonnai jezsuiták része a jezsuiták ungvári kollégiumának a birtokába jutott. Azután a gróf Csákyak lettek az urai, majd a gróf Andrássyak s most gróf Andrássy Gézának van itt nagyobb birtoka és fűrészgyára. Az itteni római kath. templom 1704-ben épült.”
1920 előtt Zemplén vármegye Homonnai járásához tartozott.
1945-ben élénk partizántevékenység folyt a falu környékén.

## Népessége
| Év:            | 1994. | 2004.    | 2014.   | 2024.   |
| -------------- | ----- | -------- | ------- | ------- |
| Emberek száma: | 512   | 566      | 529     | 533     |
| Eltérés:       |       | +10,54 % | -6,53 % | +0,75 % |

| Év:            | 2023. | 2024.   |
| -------------- | ----- | ------- |
| Emberek száma: | 537   | 533     |
| Eltérés:       |       | -0,74 % |

1910-ben 526, túlnyomórészt szlovák lakosa volt.
2011-ben 561 lakosából 519 szlovák.

## Nevezetességei
- Görögkatolikus templomát 1799-ben gróf Csáky István építtette. Később római katolikus templom lett, Nepomuki Szent János tiszteletére van szentelve.

## Külső hivatkozások
- Hivatalos oldal
- Községinfó
- Kiskemence Szlovákia térképén
- E-obce.sk Archiválva 2013. október 2-i dátummal a Wayback Machine-ben